# Sonate posthume pour violon et piano de Ravel
Pour les articles homonymes, voir Sonate pour violon et piano.
La Sonate pour violon et piano no 1 , également connue sous le nom de Sonate posthume, est une œuvre de musique de chambre composée par Maurice Ravel. Bien qu'elle ait été composée trente ans avant la publication de sa deuxième sonate pour violon, elle n'est publiée que trente-huit ans après sa mort.
L'œuvre porte la référence M.12 dans le catalogue des œuvres du compositeur établi par le musicologue Marcel Marnat.

## Genèse
Après avoir été expulsé du Conservatoire de Paris en 1895 en raison de sa mauvaise maitrise du piano, il est finalement réadmis deux ans plus tard pour étudier le contrepoint auprès d'André Gedalge et la composition auprès de Gabriel Fauré. La raison de la composition de la sonate n’est pas entièrement connue, cependant, on pense qu'elle a été composée et interprétée pour les cours de composition de Fauré. Elle pourrait avoir été créée en 1897 au Conservatoire de Paris, avec Georges Enesco au violon et le compositeur au piano. La première « officielle » a lieu en 1975 à New York, à l'occasion du centenaire de la naissance du musicien et de la publication posthume de l’œuvre par Salabert.

## Structure
La pièce n'a qu'un seul mouvement de conservé et son exécution dure environ quinze minutes.